# Renault Clio
Renault Clio är en småbil tillverkad av Renault som lanserades 1990 och den fjärde generationen introducerades 2012. Clio har utsetts till årets bil i Europa år 1991 samt 2006.

## Clio I

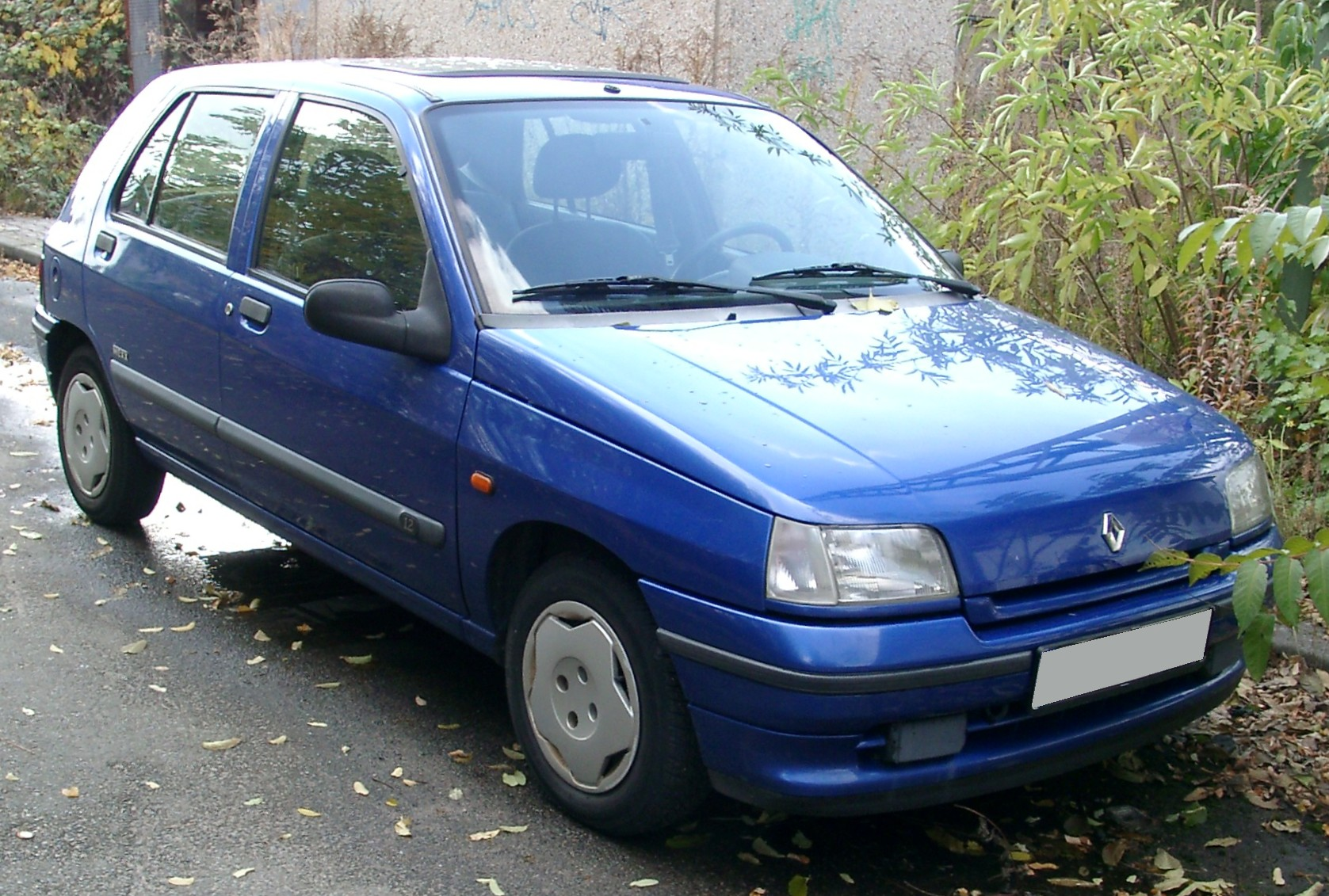
Renault Clio I

Clio I (första generationen) introducerades 1990 och ersatte då den legendariska Renault 5. 1991 utsågs den till Årets bil i Europa. Modellen fanns med dieselmotor-, bensinmotor- och eldrift och med 3- eller 5-dörrars halvkombikaross. Även med en "lyxversion" kallad Renault Clio Baccara. 1993 fick modellen konkurrens inom företaget av den mindre Renault Twingo, vilket bidrog till sjunkande försäljningssiffror. Clio I var dock ändå i produktion fram till 1998 då den ersattes av den något större Clio II.

## Clio II

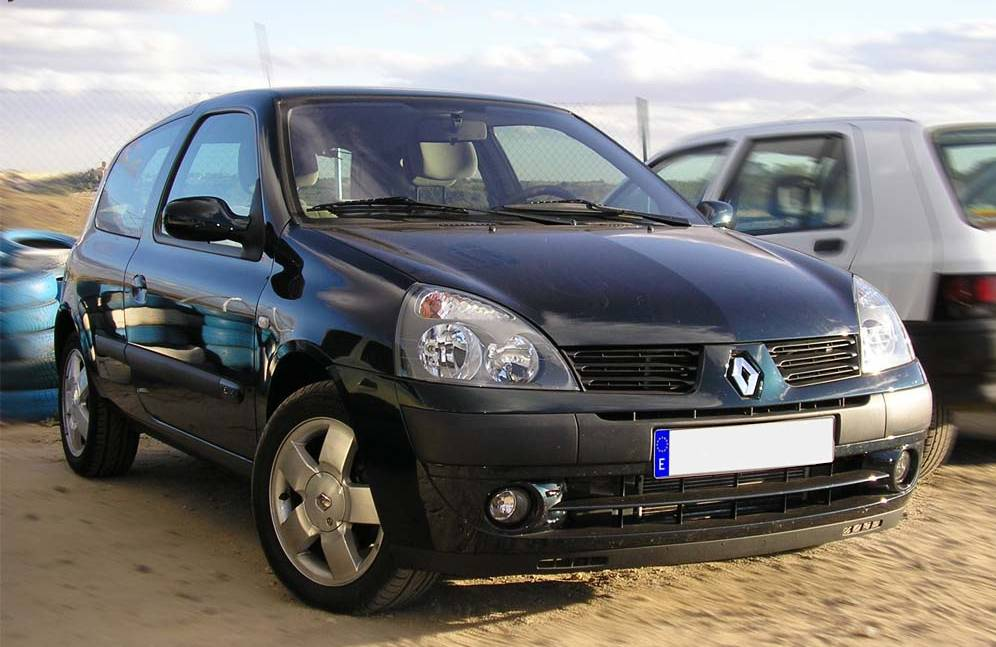
Renault Clio II efter facelift

Clio II ersatte 1998 Clio I. Modellen fanns med 3- och 5-dörrars halvkombikaross och erbjöds efterhand med en rad motorer, varav en var mittmonterad och hade 6 cylindrar, vilket omöjliggjorde ett baksäte, se: Renault Clio V6. 2001 genomfördes en ansiktslyftning, som gjorde Clio lite lik lyxmodellen Renault Vel Satis. 
När Clio III presenterades 2005 var det först meningen att den andra generationen skulle avvecklas, men denna säljs fortfarande under tilläggsnamnet Clio Storia. Denna variant har en relativt hög standardutrustning och särskiljs från de tidigare Clio II genom en annorlunda baklucka, samt specialutformade dimljus fram.
1999 introducerades en sedanversion av Renault Clio på vissa marknader i Sydamerika och Östeuropa. Namnet varierade, beroende på marknad, Clio Sedan, Clio Symbol, Thalia.
- Clio II [död länk]

## Clio III

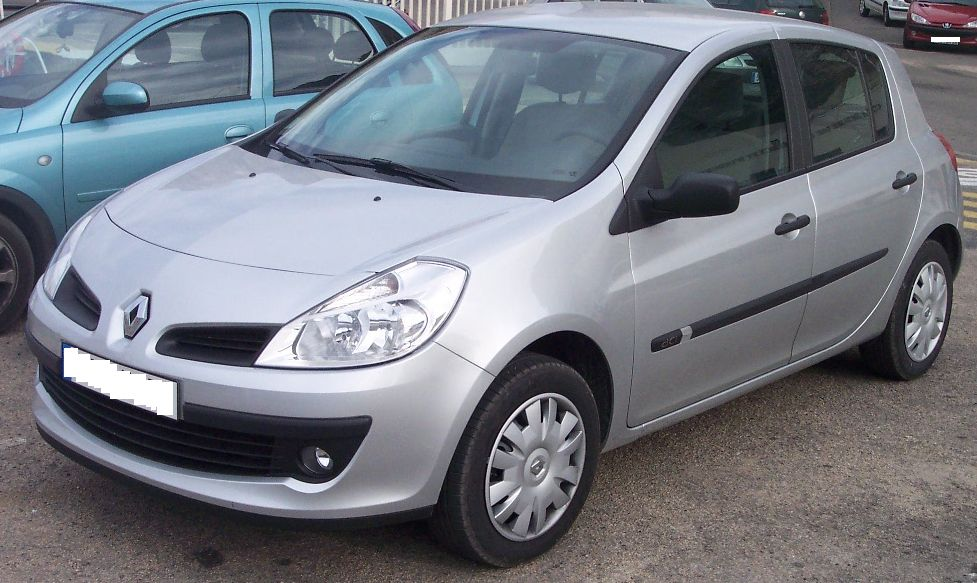
Renault Clio III

Clio III introducerades 2005 och ersatte Renault Clio II som då varit i produktion sedan 1998. Modellen använder en plattform från Nissan. Clio III finns som 3- och 5-dörrars halvkombi, samt en 5-dörrars kombi. Generation 3 av Clio är betydligt större och tyngre än tidigare generationer
Modellen har fått 5 stjärnor i EuroNCAPs krocktest och utsågs till Årets bil i Europa 2006.
Clio III tillverkades fram till 2014. 

## Clio IV

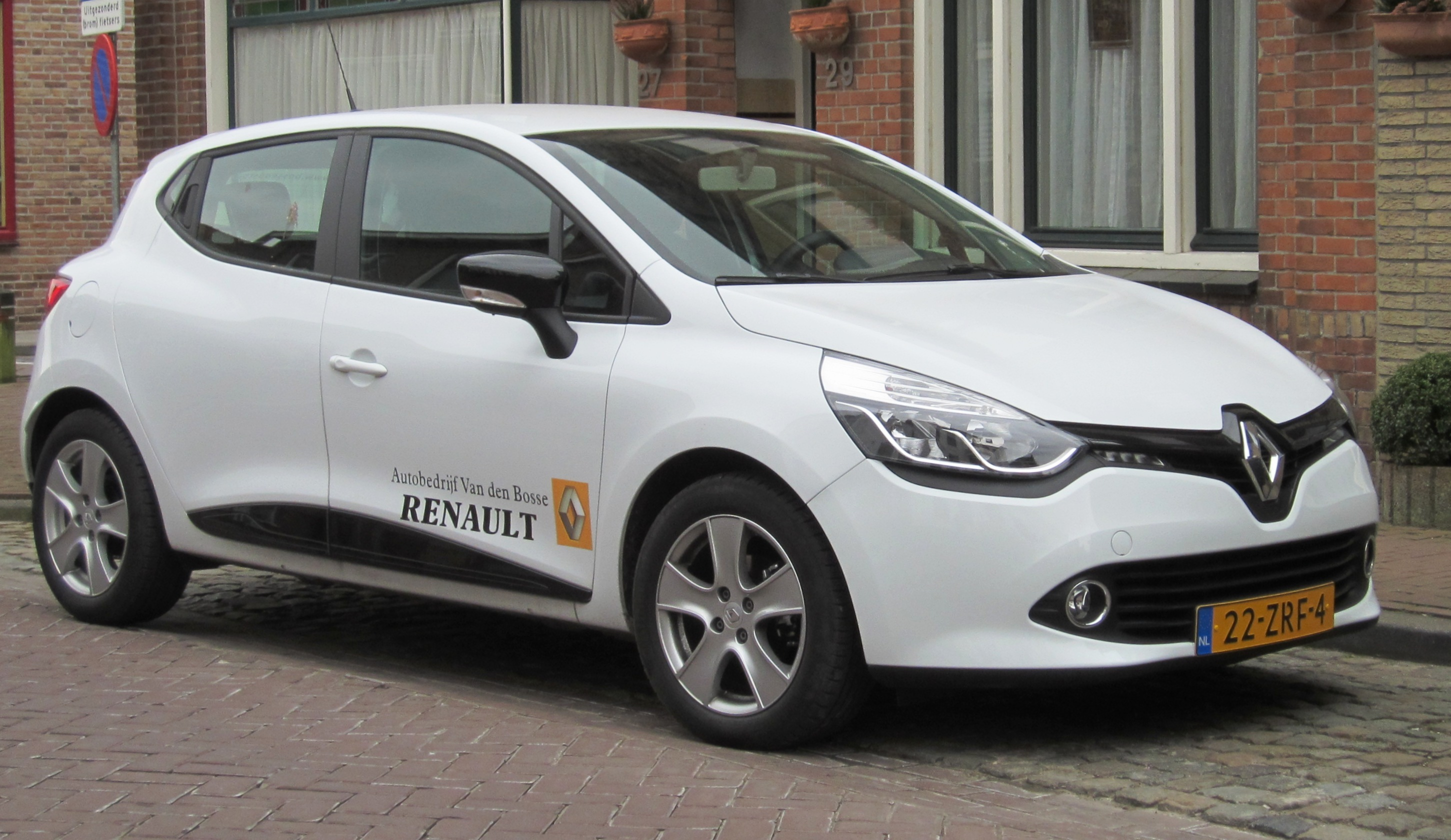
Renault Clio IV

Den fjärde generationen av Clio började tillverkas 2012, och har längre hjulbas än tidigare generationer, vilket ger bättre innerutrymmen. Förutom 3- och 5-dörrars halvkombi finns även en kombi på programmet. Motorerna som erbjuds har från 0,9 till 1,6 liters volym, och det här är första småbilen från Renault som även har turbomodeller på programmet. 
Trots att Clio IV ersatte Clio III fortsatte den tidigare generationen att tillverkas parallellt t o m 2014 och erbjudas som en lågprisvariant.

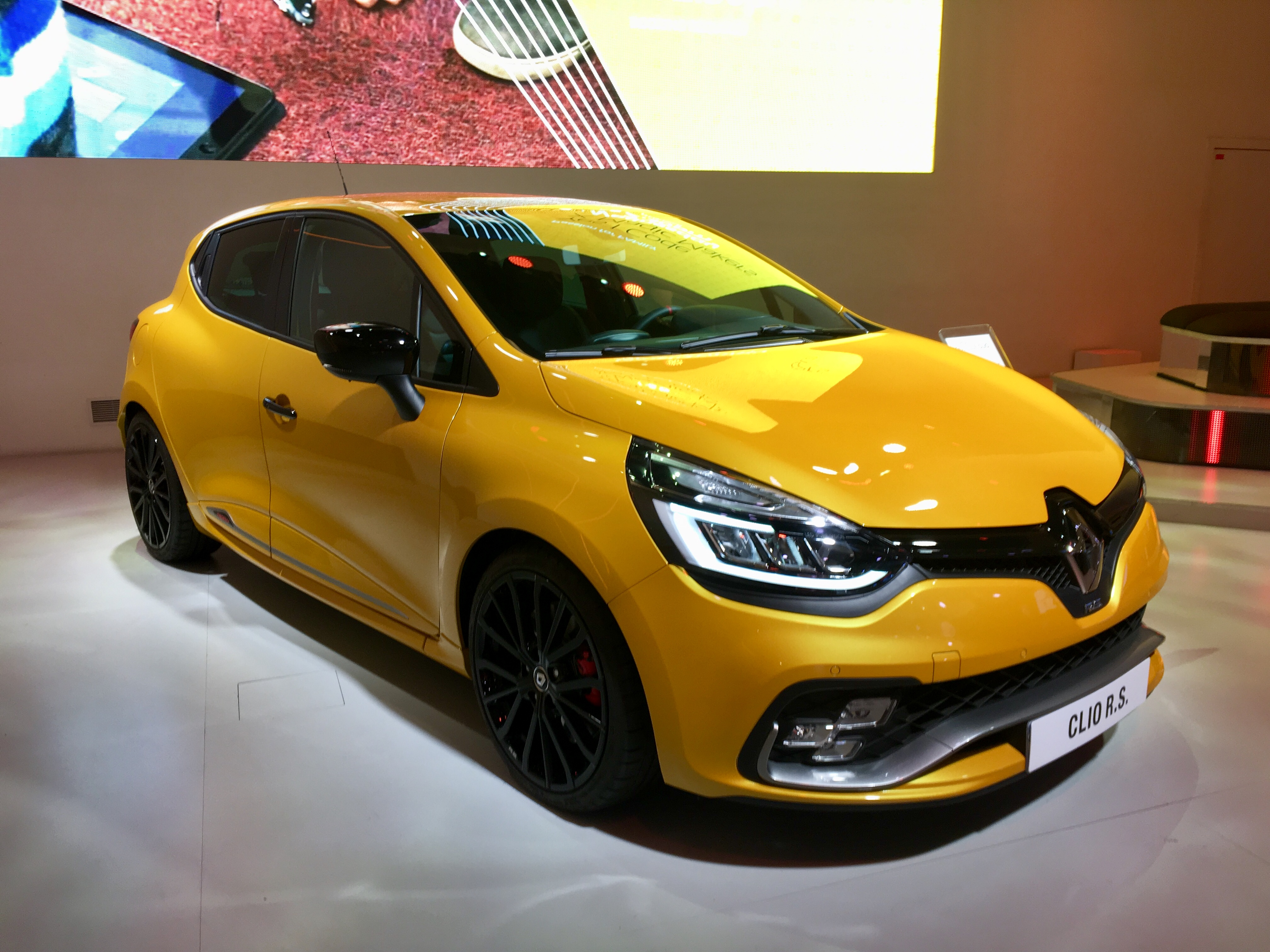
Clio RS

## Clio V
I april 2025 var Renault Clio den mest nyregistrerade bilen i Europa. Därmed petade den ner Dacia Sandero från förstaplatsen som den mest "populära" bilen.

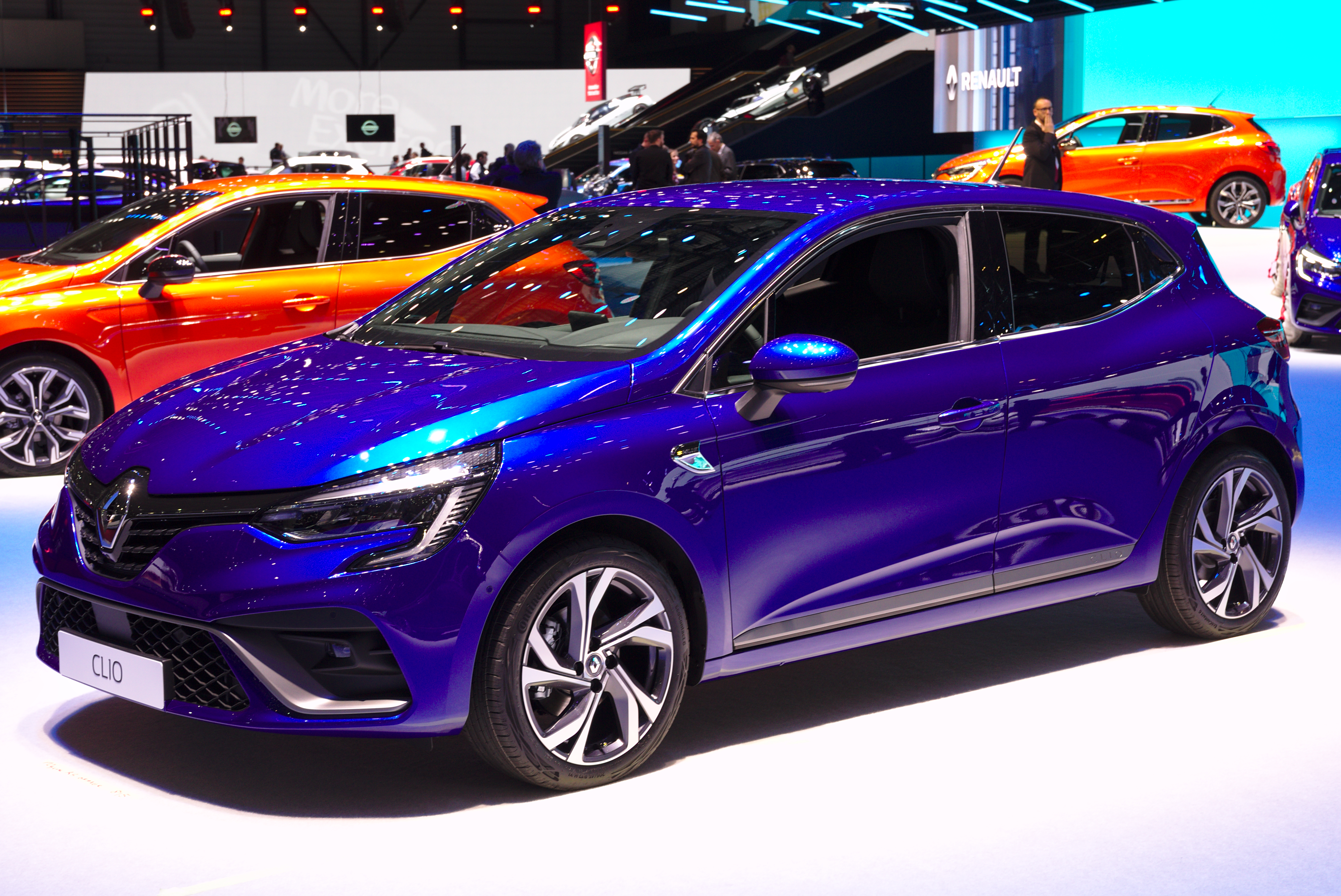
Renault Clio V